# 高爆反坦克彈

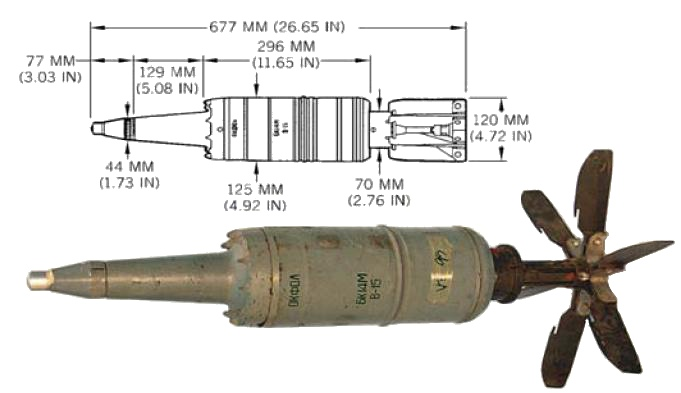
俄羅斯125毫米3BK12M破甲弹

破甲弹（英語：High-Explosive Anti-Tank，縮寫：HEAT，直译为“高爆反坦克”），是反坦克武器的主要弹种之一，这种弹药通过锥形装药利用门罗效应来穿透装甲。弹头起爆时，炸药爆轰将弹头内的药型罩熔化为金属射流。高速金属射流能够穿透相当于装药直径六到七倍厚的均质钢装甲。破甲弹依靠金属射流的动能而不是爆炸或燃烧效果击穿装甲。
破甲弹依靠弹头化学能穿透裝甲而不是彈頭动能穿透装甲，因此它们不必像穿甲弹一样以高初速发射，故发射时产生的后坐力较小。

## 历史

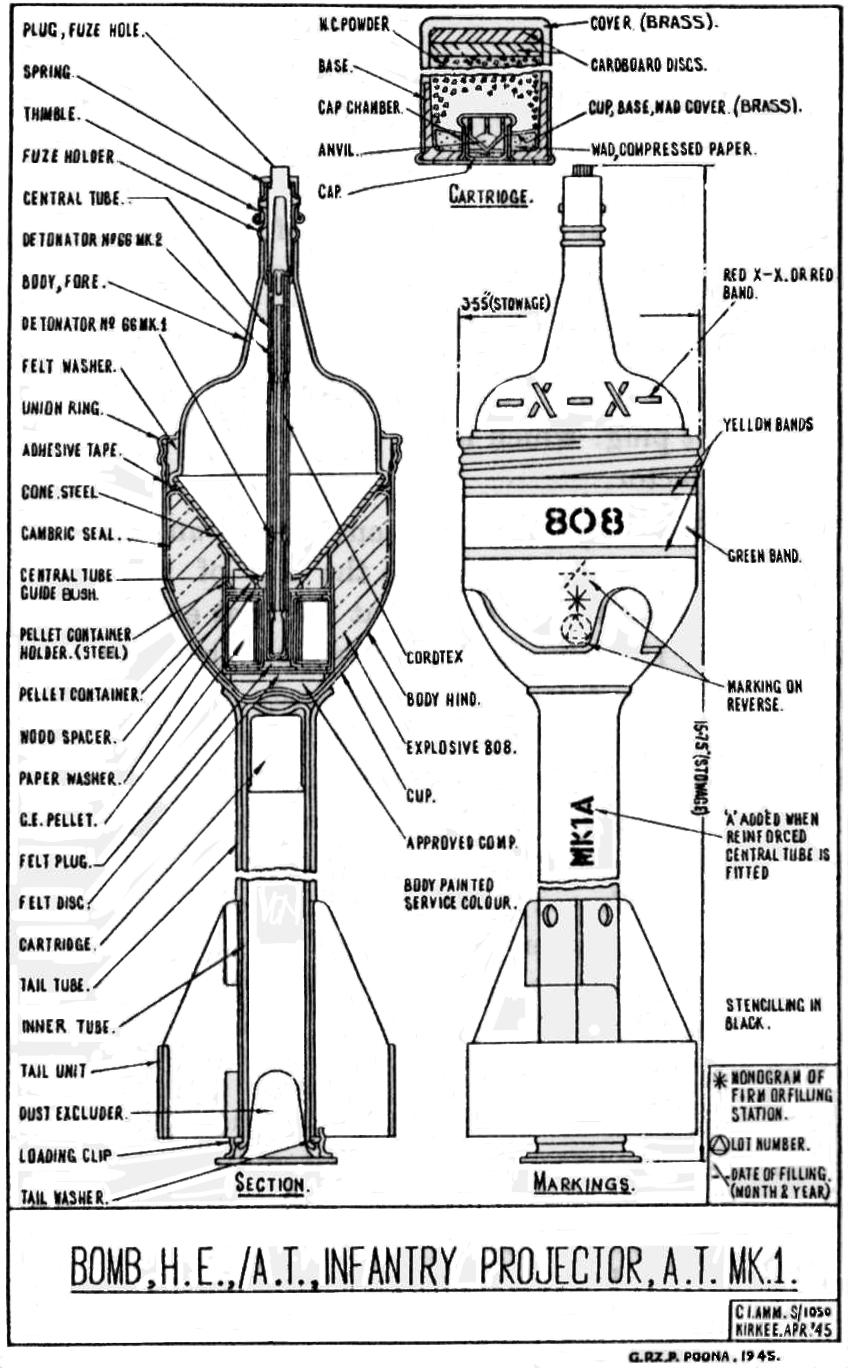
PIAT的破甲弹头BOMB HE/AT的结构图

破甲弹于第二次世界大战时开发，在经历广泛的研究后发展成为锥形装药。破甲弹由瑞士发明家亨利-莫哈特在第二次世界大战前率先在国际上展示并推广使用。1939年，莫哈特便向英国和法国的军械局展示了他的发明。破甲弹第一次有文献证明的使用记录是在1940年5月10日针对Eben Emael要塞的进攻中，德国发明家Cranz，Schardin, 和Thomanek被认为与莫哈特同时期开发了这种武器。但破甲弹的发明优先权由于随后的历史解释、保密、间谍活动和国际商业利益而难以认定。
英国的第一个破甲武器是于1940年装备部队的68号反坦克枪榴弹，该破甲弹由安装在枪口的63.5毫米口径的杯形发射器发射。有些研究认为这是史上首个投入实战的破甲弹发射器。68号枪榴弹是设计十分简单，一对简单的尾翼为其提供飞行中的稳定力矩并尽可能使其以90度角，即最大穿深角度，命中目标，此时弹头拥有最大52毫米的破甲深度，其引信通过拔出尾部的一根防止撞针移动的针解除保险，引信于撞击目标时触发，其尾部的撞针克服蠕变弹簧的阻力撞向前端的雷管。

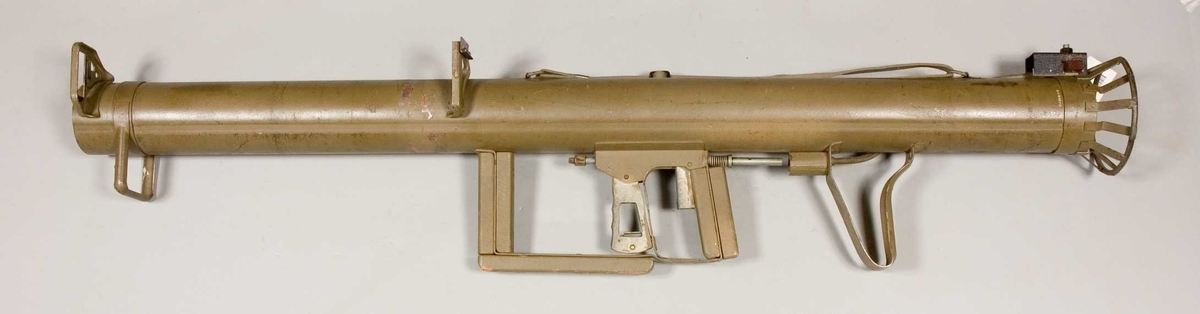
"坦克杀手"火箭筒

德国于1940年中研发并装备了由四号坦克和三号突击砲所搭载的KwK.37 L/24型坦克砲发射的75毫米口径Gr.38 HI/A（后继型号为B型和C型）型破甲弹，这是世界上首个破甲砲弹。1941年中，德国空降兵部队首先装备了破甲枪榴弹，至1942年，所有德国陆军部队均装备有破甲枪榴弹。德国于1943年开始列装配有破甲弹头的坦克杀手和铁拳反坦克火箭筒。

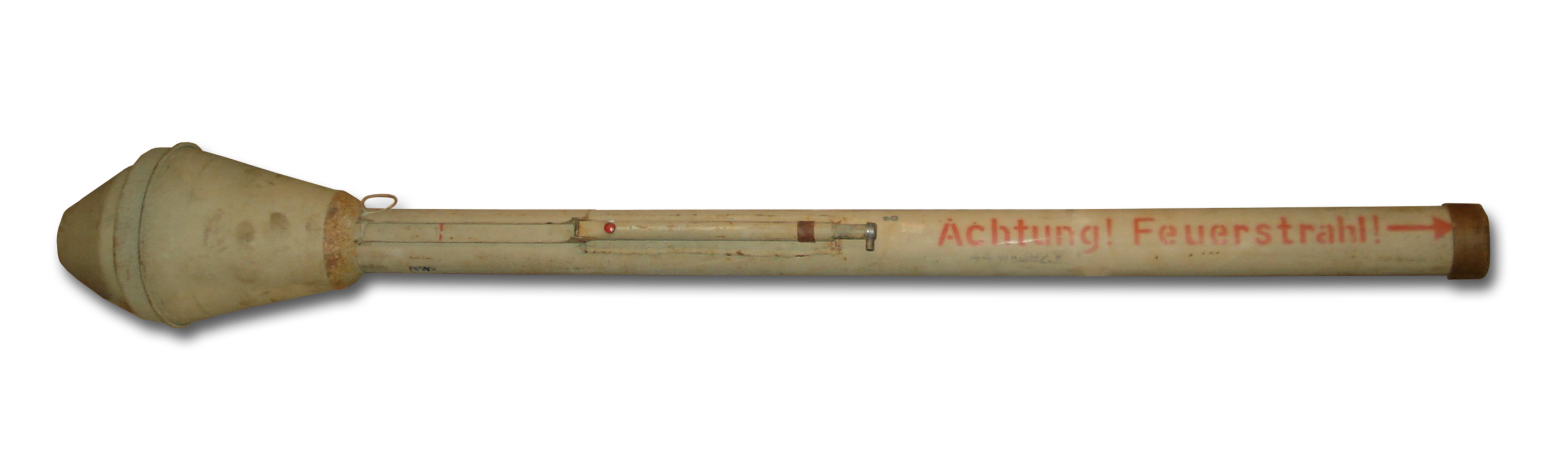
"铁拳"火箭筒

坦克杀手和铁拳使得德国步兵可以在50至150米的范围内摧毁当时出现在战场上的任何坦克以及装甲车辆，且相比英国PIAT，其极易训练和使用。从 1942 年起，德国人在改装的75毫米Pak 97/38反坦克砲中大量使用破甲弹，还为Mistel制造了破甲弹头（一种重达2吨被称为Schwere Hohlladung的反舰破甲弹，这也许是史上使用过的最大破甲弹）。

## 作用原理

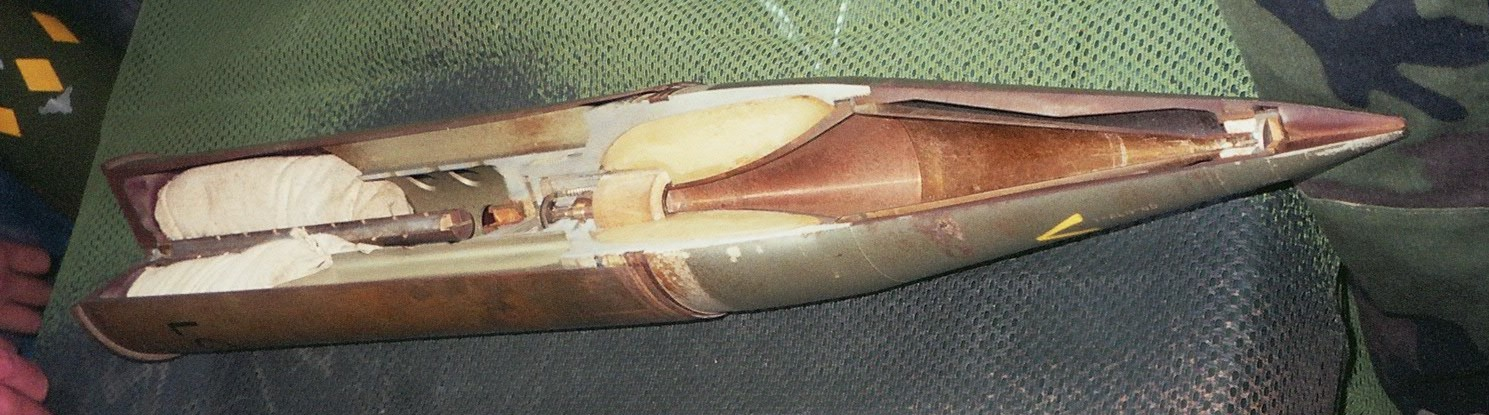
反戰車高爆彈的內部構造

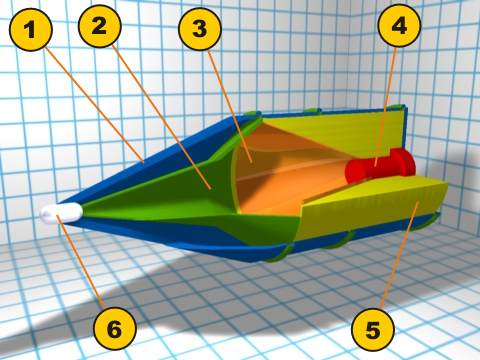
反戰車高爆彈結構說明
1：彈帽
2：金屬內襯
3：金屬成形内襯
4：雷管
5：炸藥
6：引爆探針

爆炸時會形成高速的金屬噴流，壓力集中一點，足以穿透鋼鐵，這就成為反戰車高爆彈的原理，它理論上可以貫穿金屬墊直徑5倍的裝甲。
然而，必須注意的是，反戰車高爆彈並不是利用高溫來達到這個效果，砲彈中的錐形裝藥金屬流並沒有「燒穿」裝甲，它的溫度只達到攝氏500至600度左右。實際上錐形裝藥是透過極高的壓力在裝甲上打出洞來。

## 應用

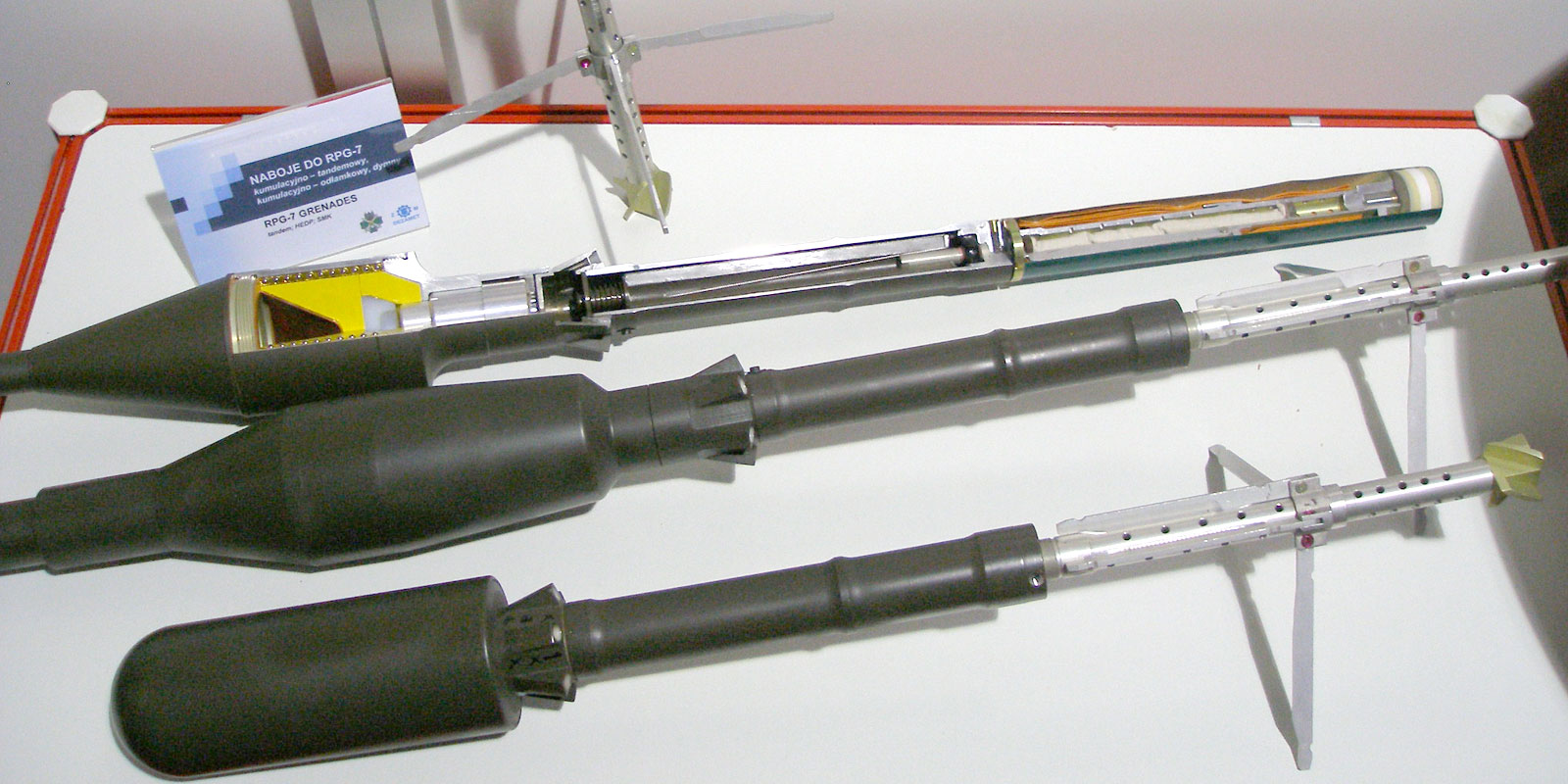
廣為採用的RPG反坦克火箭筒，其彈頭就是破甲弹

在第二次世界大戰時破甲弹已作為坦克砲彈和手提反坦克火箭彈（例如：巴祖卡火箭筒）使用。
部分现代破甲弹通过改进战斗部结构，增加了爆炸杀伤范围，使其对步兵、建筑、碉堡等软目标同样具有破坏力，称为高爆两用弹。如美国的M830A1破甲弹。
当破甲弹由线膛砲发射时，砲弹高速旋转产生的离心力会冲散金属射流，导致穿甲力下降。为此，苏联设计师去除了火砲膛线，将砲弹改为弹翼稳定，诞生了世界上第一款滑膛反坦克砲T-12“轻剑”，以及第一款实用的滑膛坦克砲U-5TS。而法国则另辟蹊径，将砲弹设计成内外两层，中间间隔滚珠轴承。在砲弹飞行时，外部因膛线而旋转，而内部保持稳定。这就是AMX-30主战坦克的“G型破甲弹”。60年代后，破甲弹已成为主要反装甲弹种，其对传统均质钢装甲的毁灭性效果促成了西方一代“装甲无用论”坦克的诞生，如德国的豹1型坦克和法国的AMX-30主战坦克，同时也推进了苏联和以色列对复合装甲和反应装甲的研究。